# Salvia jamaicensis
Salvia jamaicensis là một loài thực vật có hoa trong họ Hoa môi. Loài này được Fawc. miêu tả khoa học đầu tiên năm 1899.